# Monohelea sylvatica
Monohelea sylvatica är en tvåvingeart som beskrevs av Clastrier 1960. Monohelea sylvatica ingår i släktet Monohelea och familjen svidknott.
Artens utbredningsområde är Kongo. Inga underarter finns listade i Catalogue of Life.